# Recés tarkalepke
A recés tarkalepke (Melitaea aurelia) a tarkalepkefélék családjába tartozó, Európától Közép-Ázsiáig elterjedt lepkefaj. 

## Megjelenése
A recés tarkalepke szárnyfesztávolsága 3,4-4,2 cm. Szárnyainak viszonylag sötét összhatást keltő felső oldala fekete/sötétbarna és narancssárga hálómintás. Az elülső szárnyak csúcsa hegyesebb, a belső szegély közelebb esik a tőhöz. A második foltsor világos foltjai gyakran nem egyenlő nagyok, általában a középen lévő foltsor a legkisebb. Az elülső szárnyak fonákján a második foltsort alkotó karcsú, világos sapkafoltok közül a 4., 5., 6. folt egyenletesen, orgonasípszerűen növekedik. Hátulsó szárnyán a tarka mintázat meglehetősen egyenletes, fonákján a belső szögletben a belső- és a végsőér között elhelyezkedő nagy, háromszögletes világos foltot átszeli a kapilláris csík belső fekete vonala, a vonalak ezen szakasza egyenes és a szegéllyel párhuzamos. A felső barna hálómintázat kiterjedtsége igen változékony.
Petéje kerek vagy tojásdad, sárga színű, gyenge hosszanti bordákkal.
Hernyója fekete alapszínű, finom fehér pontokkal telehintve és kis, fakó sárga oldalpontokkal. Testét fehér végű vörösesbarna áltüskék borítják.

### Hasonló fajok
A barna tarkalepkétől és a közönséges tarkalepkétől csak szakértő tudja megkülönböztetni. Hasonlít hozzá még a kockás tarkalepke, a réti tarkalepke, a nagy tarkalepke, a magyar tarkalepke, a kis tarkalepke, a kockáslepke, a lápi tarkalepke, és a díszes tarkalepke is.  

## Elterjedése
Eurázsiában fordul elő Franciaországtól egészen a Tien-sanig. Magyarországon a dombvidékeken és a középhegységekben található meg, helyenként gyakori lehet.    

## Életmódja
Meszes, tápanyagszegény talajú, száraz rétek, erdőszélek, tisztások lepkéje. 
A petékből nyár közepén kelnek ki a hernyók, amelyek útifű- (Plantago spp), veronika- (Veronica spp.), csormolya- (Melampyrum spp.), gyűszűvirág-fajok (Digitalis spp.) leveleivel táplálkoznak. A hernyók L3 lárvaállapotban áttelelnek és a következő év április-májusában bebábozódnak. Az imágó május végén kel ki és július végéig, augusztus elejéig repül. A nőstény nagy csomókban rakja le petéit a tápnövények leveleinek alsó felére. 
Magyarországon védett, természetvédelmi értéke 10 000 Ft.

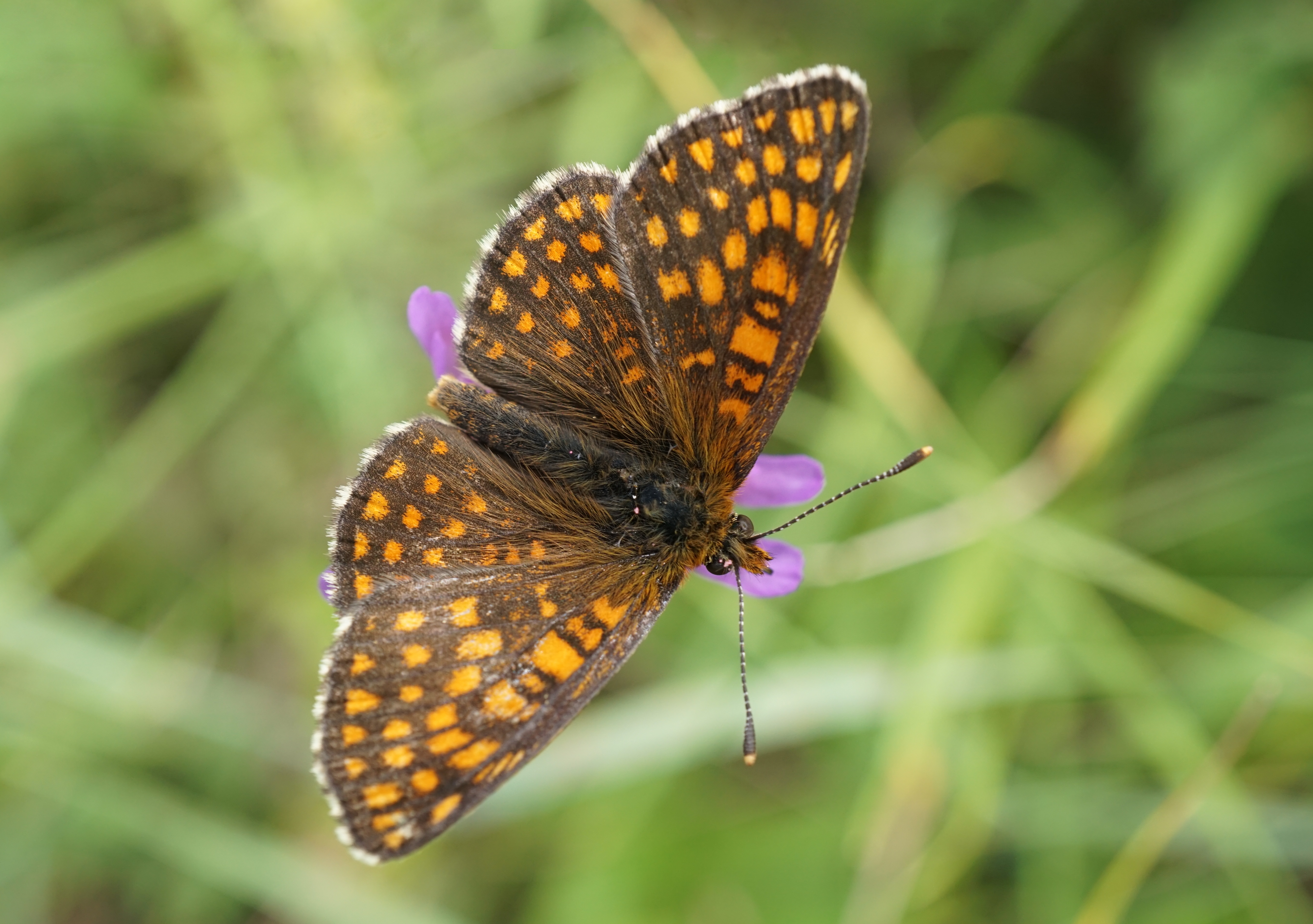
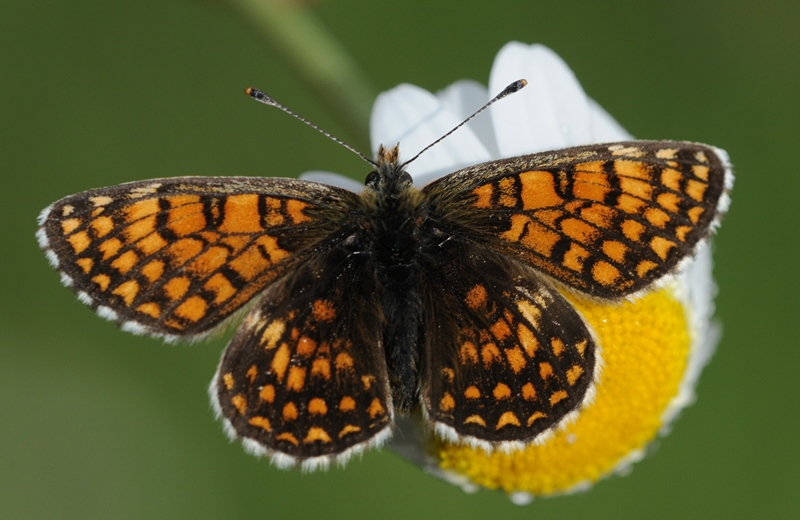
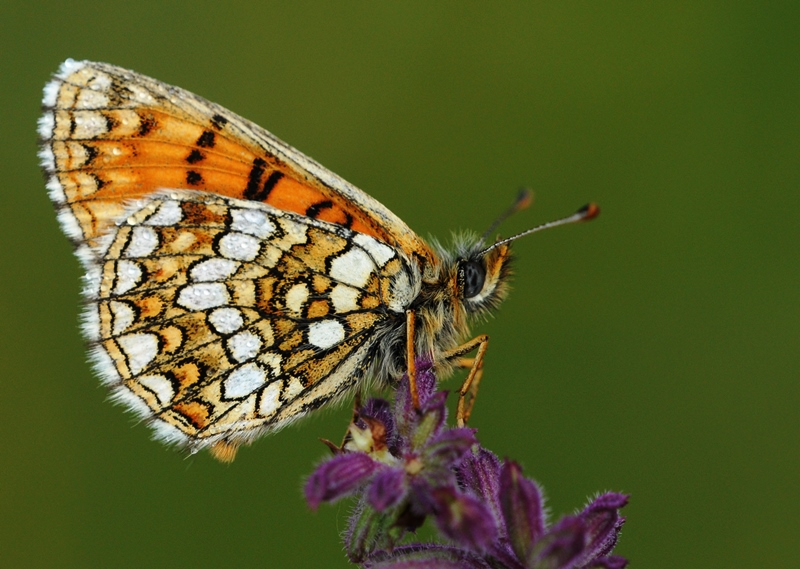
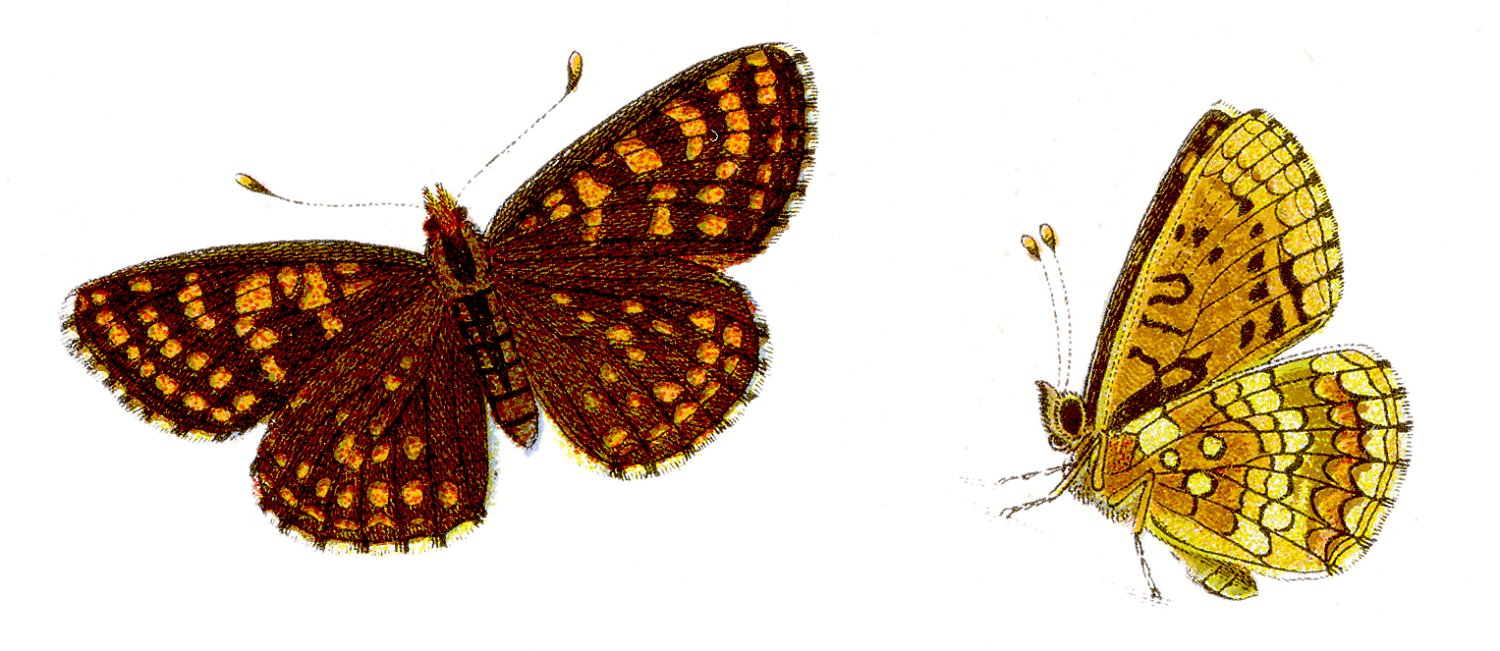